# Euxoa currens
Euxoa currens är en fjärilsart som beskrevs av Otto Staudinger. Euxoa currens ingår i släktet Euxoa och familjen nattflyn. Inga underarter finns listade i Catalogue of Life.